# Fabrice Boutique
Pour les articles homonymes, voir Boutique.
 (mai 2017).
Fabrice Boutique, né le 26 mai 1970 au Zaïre (actuellement République démocratique du Congo), est un acteur belge de Braine-l'Alleud actif au cinéma, à la télévision, au théâtre, en comédies musicales et en danse.

## Biographie
Né au Zaïre, Fabrice Boutique grandit dans la banlieue de Bruxelles, à Braine-l'Alleud. Il passe quatre années à l'Institut Solvay à Bruxelles puis décide de se tourner vers des études théâtrales qu'il suit à l'Institut des arts de diffusion (IAD). Il intègre la School of masters créée par Franco Quadri et reçoit le prix supérieur de l'Académie de Liège conjointement avec le réalisateur russe Boris Rabei.
Il collabore en tant que danseur et chorégraphe à des spectacles de danse contemporaine au Canada et est soliste dans des comédies musicales en France (notamment Les Misérables, Cats et Mayflower).

## Filmographie partielle

### Cinéma
- 1996 : Comme une vache sans clarine :
- 1997 : Les Professionnels :
- 1998 : Lange Nacht (Avant la nuit) : Metallo
- 2004 : Carlo : Eric
- 2004 : Matin calme d'Annick Ghijzelings
- 2006 : Noctis Bxl
- 2007 : Derrière la tête
- 2007 : Anton T : Dan
- 2007 : Vermist : Fabrice Lemaire
- 2008 : Derrière la tête
- 2010 : Illégal d'Olivier Masset-Depasse : un passager de l'avion
- 2012 : Erased (L'Expatrié au Canada - The Expatriate en France) : Karim
- 2013 : La Faille : un inspecteur
- 2014 : Supercondriaque de Dany Boon : le CRS à Calais
- 2014 : Memento Mori : le garde du corps
- 2014 : Le Dernier Diamant d'Éric Barbier (The Last Diamond) : Kopel
- 2014 : Image d’Adil El Arbi et Bilall Fallah : Kader
- 2014 : Brabançonne de Vincent Bal : Nazir
- 2015 : The Concessionaires Must Die! : guest cuBe
- 2015 : Roi rebelle proconsul : Juba
- 2017 : The Quiet Hit : Miles (en post-production)[Quand ?]
- 2020 : The Shift
- 2022 : Out of Breath de Vesco Razpopov (en post-production)[Quand ?]

### Télévision
- 1999 : Le Destin des Steenfort
- 2003 : PJ (saison 7 : épisode 4)
- 2006 : Austerlitz, la victoire en marchant
- 2007-2010 : Melting Pot Café : Mickey (18 épisodes)[2]
- 2022 : Attraction, mini-série d'Indra Siera : Chartin

## Doublage
- 2021 : Les Minutes noires (en) : Romero (Enrique Arreola)
- 2022 : The Lair (en) : Kabir Abdul Rahimi (Hadi Khanjanpour)
- 2023 : The Faraway Paladin (en) : voix additionnelles (saison 2)

## Théâtre
- 1995 : Peter Pan (comédie musicale)